# Anaxipha litarena
Anaxipha litarena är en insektsart som beskrevs av Fulton 1956. Anaxipha litarena ingår i släktet Anaxipha och familjen syrsor. Inga underarter finns listade i Catalogue of Life.